# 가모우타시로촌
가모우타시로촌(加茂歌代村)은 니가타현 사도군에 설치되었던 촌이다. 현재의 사도시에 해당한다.